# Halodromus deltshevi
Halodromus deltshevi là một loài nhện trong họ Philodromidae.
Loài này thuộc chi Halodromus. Halodromus deltshevi được miêu tả năm 2009 bởi Muster.